# Тихониха (деревня)
Тихониха — деревня в Тотемском районе Вологодской области.
Входит в состав Медведевского сельского поселения, с точки зрения административно-территориального деления — в Медведевский сельсовет.
Расстояние до районного центра Тотьмы по автодороге — 20,7 км, до центра муниципального образования посёлка Камчуга  по прямой — 11 км. Ближайшие населённые пункты — Заборная, Неклюдиха, Слуда.
По переписи 2002 года население — 2 человека.
Деревня Тимониха — родина выдающегося мастера современной русской прозы Василия Ивановича Белова (1932 — 2012)